# Dekanat Deggendorf-Plattling
Das Dekanat Deggendorf-Plattling war eins der (bis 2022) 33 Dekanate des Bistums Regensburg. Zum 1. März 2022 wurde es mit dem Nachbardekanat Viechtach zum Dekanat Deggendorf-Viechtach zusammengelegt. Es gehörte zur Region III – Straubing-Deggendorf des Bistums.
Zum Dekanat gehörten die nachfolgend aufgeführten Seelsorgeeinheiten (Stand: 2013). Die „führende“ Pfarrei, meistens der Sitz des zuständigen Pfarrers und des Pfarramtes, wird zuerst aufgeführt, die an der Pfarreiengemeinschaft beteiligten Pfarreien sind durch Semikolon getrennt, alle zu einer Pfarrei gehörigen Exposituren, Benefizien und Filialen werden direkt nach der jeweiligen Pfarrei, vor dem trennenden Semikolon, aufgezählt. Die Liste ist alphabetisch nach den Ortsnamen der führenden Pfarreien geordnet.
- Pfarrei Mariä Himmelfahrt Deggendorf, dazugehörig Nebenkirche Heilig-Grabkirche St. Peter und St. Paul, Nebenkirche Maria in der Rose Wallfahrtskirche auf dem Geiersberg, Nebenkirche Katharina von Alexandrien Spitalkirche, Nebenkirche Erasmus Deggenau, Nebenkirche Konrad von Parzham Fischerdorf und Expositur Maria vom Berge Karmel Greising
- Pfarrei St. Martin Deggendorf
- Pfarrei St. Nikolaus Edenstetten; Pfarrei St. Katharina Bernried
- Pfarrei St. Andreas Grafling, dazugehörig Expositur St. Ulrich Ulrichsberg
- Pfarrei St. Michael Metten, dazugehörig Expositur St. Petrus und Paulus in Berg
- Pfarrei St. Michael Michaelsbuch, dazugehörig Filiale Mariä Heimsuchung Rettenbach; Pfarrei St. Stephan Stephansposching, dazugehörig Filiale Hl. Kreuz Loh
- Pfarrei St. Josef Mietraching
- Pfarrei St. Vitus Neuhausen, dazugehörig Expositur Herz Jesu Aschenau, dazugehörig Filiale St. Leonhard Buchberg
- Pfarrei St. Laurentius Otzing, dazugehörig Filiale St. Nikolaus Lailling
- Pfarrei St. Magadalena Plattling, dazugehörig Filiale St. Stephan Pielweichs und Filiale St. Jakobus der Ältere (Friedhofskirche) Plattling
- Pfarrei St. Michael Plattling